# Досонвил (Џорџија)
Досонвил (Џорџија) (енгл. Dawsonville) град је у америчкој савезној држави Џорџија. По попису становништва из 2010. у њему је живело 2.536 становника.

## Демографија
Према попису становништва из 2010. у граду је живело 2.536 становника, што је 1.917 (309,7%) становника више него 2000. године.
| Група             | 2000.       | 2010.         |
| Белци             | 601 (97,1%) | 2.325 (91,7%) |
| Афроамериканци    | 4 (0,6%)    | 43 (1,7%)     |
| Азијати           | 0 (0,0%)    | 15 (0,6%)     |
| Хиспаноамериканци | 9 (1,5%)    | 119 (4,7%)    |
| Укупно            | 619         | 2.536         |